# Manfred Jahn
Manfred Jahn (* 12. Januar 1950 in Zahna) ist ein deutscher Historiker.
Manfred Jahn promovierte 1980 bei Karl-Heinz Gräfe mit einer Arbeit zum Thema Die internationale Zusammenarbeit des FDGB mit den Brudergewerkschaften der UdSSR, der ČSR und der Volksrepublik Polen (1952–1955). Ein Beitrag zur Erforschung der Rolle der Gewerkschaften im Prozess der Vertiefung der Freundschaft und Annäherung zwischen Staaten und Völkern der sozialistischen Gemeinschaft an der Pädagogischen Hochschule „Karl Friedrich Wilhelm Wander“ Dresden (PHD). Im Dezember 1988 folgte bei Gräfe, Horst Schneider, Miloň Dohnal und Bernd Baumgärtel die Promotion B mit der Arbeit Zur Geschichte der politischen Zusammenarbeit zwischen angrenzenden und grenznahen Bezirken der DDR und der Tschechoslowakei in den Jahren 1949 bis 1977. Danach war Jahn wissenschaftlicher Oberassistent an der PHD. Nach der Wende arbeitete er als wissenschaftlicher Mitarbeiter für den Verein „Wissenschaft und Technik Dresden“.

## Schriften
- Dokumente und Übersichten zur Geschichte sozialistischer Länder 1945–1961 (mit Karl-Heinz Gräfe), Pädagogische Hochschule Dresden, Dresden 1986 (Dresdner Reihe zur Lehre, Bd. 86/20)
- Zur Geschichte Russlands 1861–1917. Bauernbefreiung – Industrialisierung – Parlamentarismus und Parteien – Sowjetbewegung – Revolutionsprozess (mit Karl-Heinz Gräfe), Pädagogische Hochschule Dresden, Dresden 1990 (Dresdner Reihe zur Lehre, Bd. 90/10)
- Asien und Afrika im Ringen um Selbstbestimmung, Eigenstaatlichkeit und sozialen Fortschritt : Dokumente und Übersichten (mit Klaus Helbig), Pädagogische Hochschule Dresden, Dresden 1990 (Dresdner Reihe zur Lehre, Bd. 90/9)
- Sachsen – Böhmen – Schlesien. Forschungsbeiträge zu einer sensiblen Grenzregion (Hrsg.), Sächsisches Druck- und Verlags-Haus, Dresden 1994 ISBN 3-929048-80-9
- Jüdische Vereine und Organisationen in Chemnitz, Dresden und Leipzig 1918–1933. Ein Überblick (Hrsgg. mit Solvejg Höppner), Sächsisches Druck- und Verlags-Haus, Dresden 1997 ISBN 3-929048-68-X